# دانيال باتون
دانيال باتون (بالإنجليزية: Daniel Paton)‏ (1871 في المملكة المتحدة - ) هو مدرب كرة قدم ولاعب كرة قدم بريطاني (وحمل سابقاً جنسية المملكة المتحدة لبريطانيا العظمى وأيرلندا) في مركز الهجوم. شارك مع منتخب اسكتلندا لكرة القدم. أما مع النوادي، فقد لعب مع أستون فيلا وفايل أوف ليفن ‏ وSt Bernard's F.C. ‏.

## وصلات خارجية
- دانيال باتون على موقع قاعدة بيانات كرة القدم.إي يو (الإنجليزية)